# Trochosippa
Trochosippa es un género de arañas araneomorfas de la familia Lycosidae. Se encuentra en África subsahariana, sudeste de Asia y Argentina.

## Lista de especies
Según The World Spider Catalog 12.0:
- Trochosippa eberlanzi Roewer, 1960
- Trochosippa eugeni (Roewer, 1951)
- Trochosippa kaswabilengae Roewer, 1960
- Trochosippa malayana (Doleschall, 1859)
- Trochosippa meruensis (Lessert, 1926)
- Trochosippa modesta Roewer, 1960
- Trochosippa nigerrima Roewer, 1960
- Trochosippa obscura (Mello-Leitão, 1943)
- Trochosippa pardosella (Strand, 1906)